# Svetlobna energija
Svetlôbna energíja je energija elektromagnetnega sevanja, katerega zazna tudi človeško oko. V fotometriji je svetlobna energija, energija zajete svetlobe. Svetlobni energija ni isto kot sevalna energija, ki ustreza ciljem fizične količine. To je sevanje z valovno dolžino od 400 do 700 nm. V večini primerov jo »zajemamo« s pomočjo fotocelic, ki pretvarjajo svetlobno energijo v električno. Svetlobno energijo se čedalje več uporablja kot nadomestek energije pridobljene iz fosilnih goriv saj predstavlja ekološko zelo čist vir energije. Zaenkrat se uporablja predvsem za ogrevanje. Svojo učinkovitost pokaže predvsem v primerih, ko določene lokacije ni možno oskrbeti z nobenim drugim virom energije (planinske koče, vikendi) bodisi zaradi nedostopnosti, odmaknjenosti ali ekoloških razlogov.
Zaradi svetlobne energije lahko poteka eden najpomembnejših bioloških procesov - fotosinteza, ki omogoča nastanek organske snovi, hrane za vse prehranjevalne ravni.

## Oznaka
Oznaka za svetlobno energijo je Qv.

## Enota
Enota SI svetlobne energije je lumen sekunda (lm s). To enoto včasih imenujemo tudi talbot.
V drugih sistemih enot je lahko svetlobna energija izražena v osnovnih enotah energije.